# Quebec Major Junior Hockey League
Quebec Maritimes Junior Hockey League, QMJHL (fr. la Ligue de hockey junior Maritimes Québec, LHJMQ) – jeden z trzech głównych młodzieżowych szczebli hokejowych należący do rozgrywek Canadian Hockey League (CHL).
Liga została założona w 1969. Występuje w niej 18 zespołów z Kanady. Zwycięska drużyna otrzymuje trofeum Coupe du Président.
Po zakończeniu sezonu właściwego mistrz ligi rywalizuje ze zwycięzcami dwóch pozostałych szczebli CHL  z lig Ontario Hockey League (OHL) i Western Hockey League (WHL) o trofeum Memorial Cup za triumf w całych rozgrywkach CHL (w turnieju uczestniczy także wybierany gospodarz imprezy).
W odróżnieniu od dwóch powyższych lig OHL i WHL, w których uczestniczą także drużyny ze Stanów Zjednoczonych, w LHJMQ grają wyłącznie zespoły kanadyjskie.

## Historia
Liga została założona w 1969 roku w wyniku połączenia najlepszych drużyn juniorskich z istniejących lig Quebec Junior Hockey League oraz Metropolitan Montreal Junior Hockey League zostając jedną z trzech najważniejszych lig juniorskich w Kanadzie. Z początkowych jedenastu drużyn założycielskich osiem pochodziło z QJHL, zaś dwie z MMJHL. W pierwszym sezonie zwycięzca ligi został zespół Quebec Remparts jednak w rozgrywkach o Memorial Cup odpadł w ćwierćfinale. Dotychczas dziesięciokrotnie zwycięzca ligi zdobył Memorial Cup. Miało to miejsce w latach: 1971, 1972, 1980, 1981, 1996, 1997, 2000, 2006, 2011, 2012. Wielokrotnie zmieniano siedziby miast drużyn klubowych. W historii ligi występowały dwie drużyny ze Stanów Zjednoczonych: Plattsburgh Pioneers rozegrał 17 spotkań przegrywając wszystkie 17 i zdobywając jeden punkt w sezonie 1984/1985. Ostatecznie wyniki zespołu nie były brane pod uwagę w klasyfikacji końcowej sezonu zasadniczego. W latach 2003–2011 w rozrywach uczestniczył drugi i jak na razie ostatni zespół z USA – Lewiston Maineiacs.
System rozgrywek wielokrotnie był zmieniany. Początkowo liga składała się z dwóch dywizji: wschodniej i zachodniej, następnie w sezonie 1976/1977 wprowadzone zostało nowe nazewnictwo na cześć działaczy hokejowych z regionu Québecu tj.: Lebela i Dillo. W sezonie 1999/2000 wprowadzono podział na konferencje, które wzięły swoje nazwy od poprzednich dywizji. W sezonie 2003/2004 po raz pierwszy liga podzieliła rozgrywki na trzy dywizje: wschodnią, zachodnią i atlantycką. Od sezonu 2007/2008 liga współpracuje z firmą Telus. Od tej pory dywizje mają w nazwie nazwę sponsora. W sezonie 2012/2013 drużyny podzielone są na trzy dywizje, każda składa się z sześciu zespołów. Nazwy dywizji to: wschodnia, zachodnia oraz Maritimes.
W 2023 zmieniono nazwę na ang. Quebec Maritimes Junior Hockey League / fr. Ligue de hockey junior Maritimes Québec (z ang. Quebec Major Junior Hockey League / fr. Ligue de hockey junior majeur du Québec – Główna liga hokeja Quebecu, tłum.).

## Uczestnicy
| Dywizja    | Klub                         | Miasto                               | Lodowisko                           |
| ---------- | ---------------------------- | ------------------------------------ | ----------------------------------- |
| Telus West | Blainville-Boisbriand Armada | Boisbriand, Quebec                   | Centre d'Excellence Sports Rousseau |
| Telus West | Drummondville Voltigeurs     | Drummondville, Quebec                | Centre Marcel Dionne                |
| Telus West | Gatineau Olympiques          | Gatineau, Quebec                     | Robert Guertin Arena                |
| Telus West | Rouyn-Noranda Huskies        | Rouyn-Noranda, Quebec                | Aréna Dave Keon                     |
| Telus West | Sherbrooke Phoenix           | Sherbrooke, Quebec                   | Palais des sports Léopold-Drolet    |
| Telus West | Val-d’Or Foreurs             | Val-d’Or, Quebec                     | Centre Air Creebec                  |
| Telus East | Baie-Comeau Drakkar          | Baie-Comeau, Quebec                  | Centre Henry-Leonard                |
| Telus East | Chicoutimi Saguenéens        | Saguenay, Quebec                     | Centre Georges-Vézina               |
| Telus East | Quebec Remparts              | Quebec, Quebec                       | Videotron Centre                    |
| Telus East | Rimouski Océanic             | Rimouski, Quebec                     | Colisée de Rimouski                 |
| Telus East | Shawinigan Cataractes        | Shawinigan, Quebec                   | Centre Bionest                      |
| Telus East | Victoriaville Tigres         | Victoriaville, Quebec                | Colisée Desjardins                  |
| Maritimes  | Acadie-Bathurst Titan        | Bathurst, Nowy Brunszwik             | K.C. Irving Regional Centre         |
| Maritimes  | Cape Breton Screaming Eagles | Sydney, Nowa Szkocja                 | Centre 200                          |
| Maritimes  | Halifax Mooseheads           | Halifax, Nowa Szkocja                | Halifax Metro Centre                |
| Maritimes  | Moncton Wildcats             | Moncton, Nowy Brunszwik              | Moncton Coliseum                    |
| Maritimes  | P.E.I. Rocket                | Charlottetown, Wyspa Księcia Edwarda | Charlottetown Civic Centre          |
| Maritimes  | Saint John Sea Dogs          | Saint John, Nowy Brunszwik           | Harbour Station                     |